# المحرور (حزم العدین)
المحرور روستایی در ناحیه حزم‌العدین واقع در استان اب، یمن است. باشندگان آن به ۱۰۲۹ تن می‌رسد.